# Welitzscharte
Welitzscharte är en slätt i Österrike.   Den ligger i förbundslandet Salzburg, i den centrala delen av landet, 300 km väster om huvudstaden Wien.
Trakten runt Welitzscharte består i huvudsak av gräsmarker. Runt Welitzscharte är det ganska glesbefolkat, med 26 invånare per kvadratkilometer.